# ترانزیستور شاتکی

ساختار قطعه

ترانزیستور شاتکی ترکیبی از ترانزیستور و دیود شاتکی است که با منحرف‌کردن جریان ورودی مازاد از اشباع ترانزیستور جلوگیری می‌کند. به آن ترانزیستور مهارشده با شاتکی نیز گفته می‌شود.

## سازوکار

نماد

مدار داخلی کارا متشکل از دیود شاتکی و ترانزیستور پیوندی دوقطبی.

استاندارد منطق ترانزیستور-ترانزیستور (تی‌تی‌ال) از ترانزیستورها به عنوان کلیدهای اشباع‌شده استفاده می‌کند. ترانزیستور اشباع‌شده به سختی روشن می‌شود، به این معنی که راه‌اندازی بیس آن بسیار بیشتر از میزان جریان کلکتوری که می‌کشد، است. راه‌اندازی بیس اضافی باعث ایجاد یک بار ذخیره شده در بیس ترانزیستور می‌شود. بار ذخیره شده هنگام نیاز به روشن و خاموش کردن ترانزیستور باعث ایجاد مشکل می‌شود: در حالی که بار وجود دارد، ترانزیستور روشن است. قبل از خاموش شدن ترانزیستور، تمام بار باید برداشته شود. حذف بار به زمان (زمان ذخیره‌سازی نامیده می‌شود) نیاز دارد، بنابراین نتیجه اشباع تأخیر بین ورودی خاموش اعمال شده در بیس و نوسان ولتاژ در کلکتور است. زمان ذخیره‌سازی سهم قابل توجهی از تأخیر انتشار را در خانواده منطقی اصلی تی‌تی‌ال تشکیل می‌دهد.
با اشباع نکردن ترانزیستورهای کلیدزنی می‌توان زمان ذخیره‌سازی را از بین برد و تأخیر انتشار را کاهش داد. ترانزیستورهای شاتکی از اشباع و بار بیس ذخیره شده جلوگیری می‌کنند. یک ترانزیستور شاتکی یک دیود شاتکی را بین بیس و کلکتور ترانزیستور قرار می‌دهد. همان‌طور که ترانزیستور به اشباع نزدیک می‌شود، دیود شاتکی هر راه‌اندازی بیس اضافی را به کلکتور هدایت و منحرف می‌کند. (این روش جلوگیری از اشباع در مهار بیکر سال ۱۹۵۶ استفاده می‌شود) ترانزیستورهای حاصل که اشباع نمی‌شوند، ترانزیستورهای شاتکی هستند. خانواده‌های منطقی شاتکی تی‌تی‌ال (مانند اس و ال‌اس) از ترانزیستورهای شاتکی در جاهای بحرانی استفاده می‌کنند.